# La Couronne (1636)
La Couronne - (fr. Korona) – francuski XVII-wieczny dwupokładowy okręt liniowy.

## Historia
"La Couronne" został zamówiony w 1629 roku przez pełniącego funkcję pierwszego ministra kardynała Richelieu, który jako dobry polityk (wbrew późniejszej złej sławie) zdawał sobie sprawę z potrzeby posiadania przez Francję silnej floty ("La Royale Marine"), aby móc rywalizować z Hiszpanią, Anglią i Zjednoczonymi Prowincjami Niderlandów.
Okręt został zbudowany w bretońskim La Roche-Bernard pod kierunkiem szkutnika Charlesa Morieur z Dieppe. Był to pierwszy okręt liniowy zaprojektowany i zbudowany w całości we Francji (wcześniejsze konstrukcje zamawiano w Niderlandach). Powstały w tym samym czasie co angielski "Sovereign of the Seas", "La Couronne" był zbliżony do niego wielkością, ale posiadał bardziej konserwatywne rozmieszczenie artylerii. Główne uzbrojenie umiejscowione było na dwóch pokładach działowych wzdłuż burt, ale po 8 dział umieszczonych na nadbudówce dziobowej i rufowej skierowanych było do przodu i do tyłu, podobnie jak na galerach lub galeasach, co było wówczas rozwiązaniem przestarzałym i nieefektywnym.
W 1635 roku wybuchła wojna francusko-hiszpańska. W 1638 roku "La Couronne" jako flagowy okręt francuskiej floty wziął udział w nieudanym oblężeniu hiszpańskiej twierdzy Hondarribia. W następnym roku "La Couronne" uczestniczył w akcji przeciwko La Coruña.
"La Couronne" został rozebrany w 1645 roku.